# Madonna mit Kind (Lagorce)

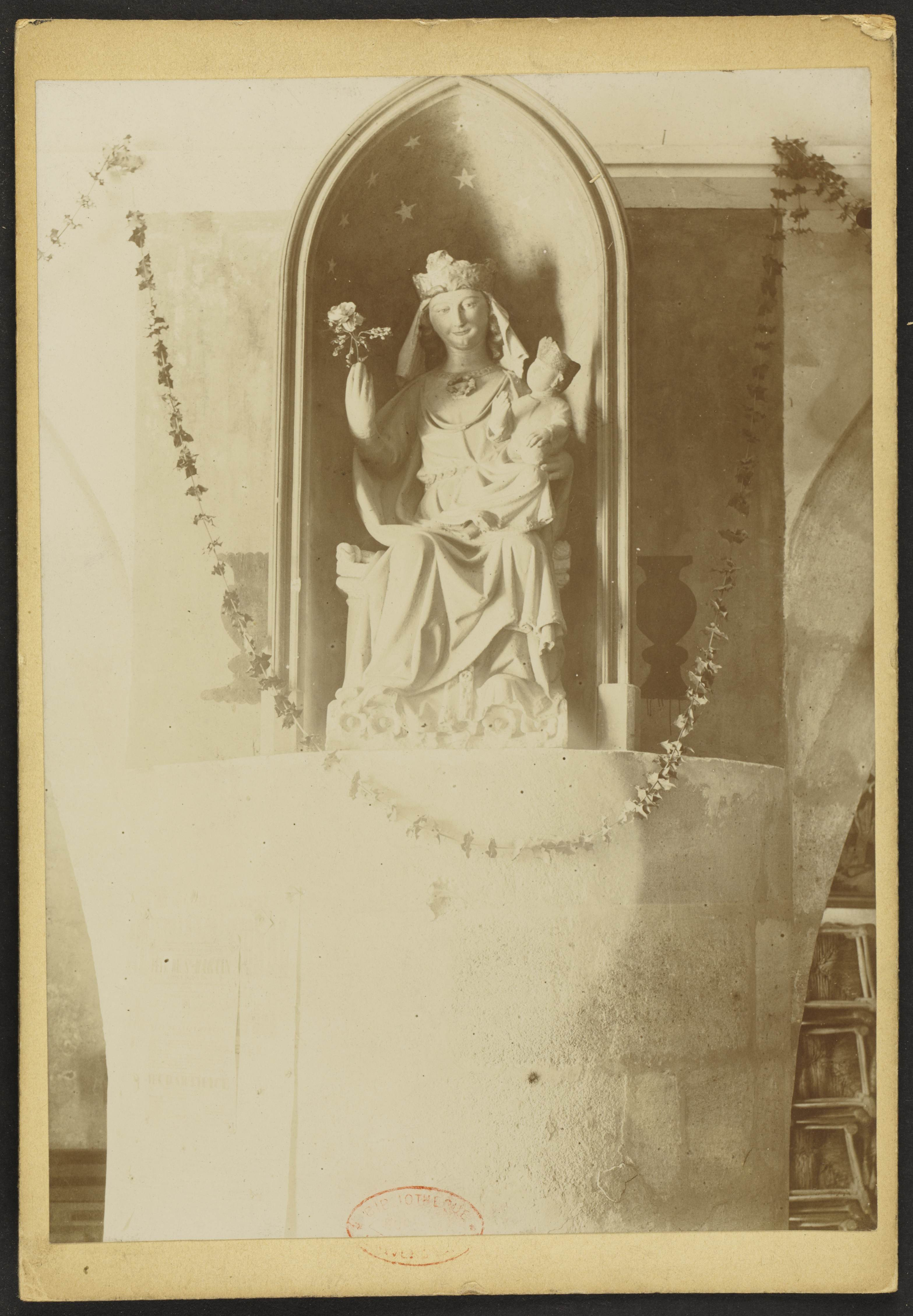
Madonna mit Kind in Lagorce (Foto von Jean-Auguste Brutails, um 1900)

Die Skulptur Madonna mit Kind in der Kirche St-Pierre in Lagorce, einer französischen Gemeinde im Département Gironde der Region Nouvelle-Aquitaine, wurde im 14. Jahrhundert geschaffen. Im Jahr 1979 wurde die gotische Skulptur als Monument historique in die Liste der denkmalgeschützten Objekte (Base Palissy) in Frankreich aufgenommen.
Die farbig gefasste Skulptur aus Stein ist 1,20 Meter hoch. Das Jesuskind sitzt auf dem linken Arm von Maria, die eine Krone auf dem Kopf hat. Mutter und Kind haben die rechte Hand erhoben.